# Потаська сільська рада (Маньківський район)
Пота́ська сільська́ ра́да — колишня адміністративно-територіальна одиниця та орган місцевого самоврядування в Маньківському районі Черкаської області. Адміністративний центр — село Поташ.

## Загальні відомості
- Населення ради: 1 280 осіб (станом на 2001 рік)

## Історія
Черкаська обласна рада рішенням від 26 травня 2004 року у Маньківському районі уточнила назву Поташської сільради на Потаську.

## Населені пункти
Сільській раді були підпорядковані населені пункти:
- с. Поташ

## Склад ради
Рада складалась з 16 депутатів та голови.
- Голова ради:

### Депутати
За результатами місцевих виборів 2010 року депутатами ради стали:

#### За суб'єктами висування
| Суб'єкт висування                                       | Кількість обраних депутатів | %    |
| ------------------------------------------------------- | --------------------------- | ---- |
| Самовисування                                           | 7                           | 43,8 |
| Соціалістична партія України                            | 5                           | 31,3 |
| Народна партія                                          | 2                           | 12,5 |
| Соціально-екологічна партія «Союз. Чорнобиль. Україна.» | 2                           | 12,5 |

#### За округами
| № округу                                                | Прізвище, ім'я, по батькові     | Дата визнання обраним | Освіта             | Партійна приналежність | Відомості про обраного депутата                                    |
| ------------------------------------------------------- | ------------------------------- | --------------------- | ------------------ | ---------------------- | ------------------------------------------------------------------ |
| Народна Партія                                          |                                 |                       |                    |                        |                                                                    |
| 7                                                       | Євдєєва Леся Петрівна           | 03.11.2010            | середня спеціальна | позапартійна           | дитячий садок с. Поташ, вихователь                                 |
| 13                                                      | Кошель Юрій Михайлович          | 03.11.2010            | середня спеціальна | член Народної партії   | ТОВ «Дніпро-інвест-Ч», старший оператор                            |
| Соціалістична партія України                            |                                 |                       |                    |                        |                                                                    |
| 1                                                       | Ільніцька Лариса Михайлівна     | 03.11.2010            | середня спеціальна | позапартійна           | Потаська сільська рада, секретар                                   |
| 4                                                       | Миронюк Марія Михайлівна        | 03.11.2010            | середня спеціальна | позапартійна           | песіонерка                                                         |
| 9                                                       | Фурта Тетяна Володимирівна      | 03.11.2010            | вища               | позапартійна           | Потаська сільська рада, головний бухгалтер                         |
| 11                                                      | Остапенко Лариса Анатоліївна    | 03.11.2010            | середня спеціальна | позапартійна           | Потаська сільська рада, спеціаліст-землевпорядник                  |
| 15                                                      | Бадовський Петро Іванович       | 03.11.2010            | середня спеціальна | позапартійний          | ДП ДАК «Хліб України» Потаське ХПП, головний інженер               |
| Соціально-екологічна партія «Союз. Чорнобиль. Україна.» |                                 |                       |                    |                        |                                                                    |
| 2                                                       | Клименко Павло Петрович         | 03.11.2010            | вища               | позапартійний          | пенсіонер                                                          |
| 12                                                      | Єрмолов Володимир Васильович    | 03.11.2010            | середня спеціальна | позапартійний          | тимчасово не працює                                                |
| Самовисування                                           |                                 |                       |                    |                        |                                                                    |
| 3                                                       | Дзюман Олександр Володимирович  | 03.11.2010            | вища               | позапартійний          | Старобабанська виправна колонія№ 92, начальник цеху                |
| 5                                                       | Юзвенко Оксана Андріївна        | 03.11.2010            | вища               | позапартійна           | ДПІ у Маньківському районі, перший заступник начальника ДПІ        |
| 6                                                       | Монько Надія Василівна          | 03.11.2010            | вища               | позапартійна           | Потаська загальноосвітня школа І-ІІ ст., вчитель початкових класів |
| 8                                                       | Площенко Марія Василівна        | 03.11.2010            | середня спеціальна | член Партії регіонів   | магазин с. Поташ, продавець                                        |
| 10                                                      | Хоменко Валентина Григорівна    | 03.11.2010            | середня спеціальна | позапартійна           | Потаський фельдшерсько-акушерський пункт, завідувачка              |
| 14                                                      | Гродецький В'ячеслав Вікторович | 03.11.2010            | середня спеціальна | позапартійний          | Станція Поташ Одеської залізниці, кочегар                          |
| 16                                                      | Калман Валентина Григорівна     | 03.11.2010            | вища               | позапартійна           | Потаська загальноосвітня школа І-ІІ ст., заступник директора       |